# Abacaria fijiana
Abacaria fijiana is een schietmot uit de familie Hydropsychidae. De soort komt voor in het Australaziatisch gebied.